# Постуа
Постуа (італ. Postua, п'єм. Pòstua) — муніципалітет в Італії, у регіоні П'ємонт, провінція Верчеллі.
Постуа розташована на відстані близько 550 км на північний захід від Рима, 85 км на північний схід від Турина, 50 км на північ від Верчеллі.
Населення — 576 осіб (2014).
Покровитель — Madonna Addolorata.

## Демографія
Населення за роками:

Станом на 1 січня 2023 року в муніципалітеті офіційно проживало 19 іноземців з 7 країн, серед них 13 громадян країн Євросоюзу та 3 громадяни України.

## Сусідні муніципалітети
- Аїлоке
- Боргозезія
- Каприле
- Гуардабозоне
- Скопа
- Вокка